# Adel in historisch Tibet
Adel in historisch Tibet (Tibetaans: ger-ba) heeft betrekking op de adel in Tibet voor aanvang van de Tibetaanse diaspora in 1959, waarbij ook de veertiende dalai lama Tibet verliet.
De regering van historisch Tibet had naast een vorm van gecentraliseerd bestuur - met aan het hoofd een dalai lama dan wel een regent in Tibet - een sterke vorm van decentralisatie die de lokale controle in handen legde van de eigenaren van vele monastieke en aristocratische landgoederen. De bestuurders/eigenaren van die landgoederen bezaten in de praktijk een machtsmonopolie; de centrale overheid in Lhasa intervenieerde vrijwel alleen in die gevallen waarin belasting niet op tijd of in onvoldoende mate werd afgedragen. Vrijwel alle van die bestuurders - zowel leken als geestelijken - waren afkomstig uit de adel.

## De adel in Tibet
De adel in Tibet kon weer onderverdeeld worden in een aantal subgroepen.
De meest exclusieve groep was die van de de-bon, waarvan de afkomst terugging op de tijd van de Yarlung-dynastie. De bekendste daarvan is die van de Khön-familie uit sakyatraditie. De Khön-familie verwierf zijn macht gedurende de regeringsperiode van koning Trisong Detsen (755-797). Tot op de dag van vandaag illustreert de geschiedenis van deze familie voor veel Tibetanen de verwevenheid van eeuwenoude aristocratische en spirituele macht. Deze verwevenheid leidde tot de suprematie van de sakyatraditie in de 13e en 14e eeuw.
Daarna was er een groep die de yab-shi werd genoemd. Dit waren families waaruit ooit een dalai lama was voortgekomen. Sinds de zevende dalai lama werd zijn familie onmiddellijk na zijn erkenning in de adelstand verheven.
De derde groep werd de mi-dra genoemd. Dat waren families die een adelstitel hadden ontvangen op basis van verdiensten van een van hun leden. Het bekendste voorbeeld daarvan is de familie van wolhandelaren Pomdatsang, een van de zeer weinige handelsfamilies in Tibet, die door de dertiende dalai lama in de adelstand werd verheven. Na de dood van deze dalai lama werd Pomdatsang de belangrijkste financier van de Verbeteringspartij Tibet.
Deze drie groepen vormde gezamenlijk de elite van de elite en bestond uit ca. 30-40 (wel vaak uitgebreide) families. Deze waren extreem rijk en het grootste deel van de overheidsfunctionarissen werd uit hun midden geselecteerd.
Tot slot was er een veel grotere groep adel die gyu-ma werd genoemd. Deze waren de overgrote meerderheid onder de aristocratie. Velen in deze groep konden niet echt rijk genoemd worden. Er waren aristocraten uit deze groep, die niet van hun vermogen konden leven of niet de levenswijze konden financieren die geacht werd bij een aristocraat te horen. Deze groep moest dus bijvoorbeeld ook handel drijven om hun inkomen uit vermogen aan te vullen.

## Landgoederen
Er waren voor de adel twee soorten landgoederen beschikbaar. De eerste was het traditionele familiebezit. In de meeste gevallen was dat ooit als een leen ontvangen. In de praktijk werd het echter als erfgoed nagelaten aan de nazaten van de bezitter. In de meeste gevallen kon het echter niet verkocht worden. In de praktijk werd het door de staat alleen weer onteigend in gevallen van bijvoorbeeld hoogverraad.
Het tweede soort landgoed werd door de staat, de regering van Tibet aan edelen gegeven in ruil voor de uitvoering van een aantal overheidsdiensten, zoals het innen van belasting. Het in dienst zijn van de overheid in Tibet leverde geen of maar een zeer gering salaris op. De notie was dat deze functionarissen een landgoed dienden te ontvangen om hun onkosten als overheidsfunctionaris te dekken. Zo lang een familie minimaal één persoon als overheidsfunctionaris leverde kon men over dit tweede landgoed beschikken.
Het was dit systeem dat de onderlinge cohesie van de politieke elite steeds verder versterkte.
In de loop van de 18e, maar vooral 19e eeuw leidde dit tot het feit dat overheidsfunctionarissen steeds vaker uit dezelfde families werden geselecteerd. Het creëren van nieuwe landgoederen werd steeds moeilijker gezien de beperkte hoeveelheid bebouwbare grond in Tibet en rotatie van landgoederen was maar zeer beperkt mogelijk.

## Taken en verantwoordelijkheden
De belangrijkste taken van de adel als overheidsfunctionaris was om belastingen te innen, geschillen te regelen, rechtspraak, straffen van misdadigers en als verbindingspersoon te functioneren tussen de centrale regering in Lhasa en het gebied dat zij bestuurden.
Er was voor dit soort functies een forse competitie en concurrentie. De reden daarvoor was dat benoeming tot bijvoorbeeld gouverneur van een regio vele mogelijkheden bood om naast de overheidstaken ook het eigen inkomen aan te vullen en te vergroten.
De aristocratie bewaakte dan ook angstvallig hun eigen monopolie over de invulling van de lekenposities in de overheid. Die werd in de praktijk dan ook gecontroleerd en uitgevoerd door de aristocratie zelf en niet - ondanks uiterlijke kenmerken van het tegendeel - door de dalai lama of regent.

## Opleiding en selectie
Om een zoon in overheidsdienst te krijgen moest een aristocratische familie zorgen de betrokken zoon in een van de privé-scholen in Lhasa plaatsen dan wel hem thuis op het landgoed door privé-leraren een opleiding te geven.
Het hebben van een goed en leesbaar handschrift werd voor overheidsdienst onmisbaar geacht, waardoor in de basisopleiding was het beheersen van de meerdere Tibetaanse alfabetten een belangrijk vak.
Daarna werd de zoon - meestal rond de leeftijd van 14 à 15 jaar - ingeschreven in de Tsigang dat Bureau van de Belastingontvanger betekent. Daar werd een programma gevolgd dat varieerde van het bestuderen van botbreuken tot diu, de Tibetaanse methode om rekenkundige berekeningen te kunnen maken.
Na deze opleiding konden de studenten in principe voorgedragen worden voor een overheidsfunctie bij de regering van Tibet. De benoeming was in handen van de Tsigang en de Kashag, het Tibetaanse kabinet, de twee belangrijkste overheidsorganen van lekenfunctionarissen; Drie van de normaal vier leden van de Kashag leken.
Driemaal per jaar selecteerden ze drie à vier studenten om een proeve van hun handschrift aan de dalai lama of de aanwezige van de regenten in historisch Tibet te presenteren. Deze maakten de uiteindelijke keus voor steeds maximaal twee personen. Zijn keuzevrijheid werd echter beperkt omdat hij nooit de hele lijst van potentiële kandidaten te zien kreeg. De dalai lama of de aanwezige van de regenten in historisch Tibet kon een beslissing tot benoemen vertragen, maar kon in de praktijk vrijwel nooit de benoeming van een zoon uit een adellijke familie verhinderen, omdat dit op den duur tot verlies van het adeldom en landgoed voor de familie zou leiden met alle onrust die dat in de gehele aristocratie van Tibet zou geven.
In deze zin stond dit deel van de adel dan ook in wat ambivalente positie. Theoretisch waren deze overheidsfunctionarissen ondergeschikt aan de regering, maar in de praktijk regelde ze hun eigen rekrutering.

## Machtsverschuiving tussen de standen
Tot aan midden 20e eeuw werden vrijwel alle overheidsfunctionarissen in Tibet uit de adel gerekruteerd. Wel verloor de adel als stand vanaf ca. 1800 aan invloed ten koste van de geestelijkheid en de hiërarchie in het georganiseerde Tibetaans boeddhisme. Vanaf dat tijdstip vangt ook het grote isolement van Tibet aan. Dat uit zich onder meer in een verhoging van het aantal monniken als functionaris in Tibet. Tot aan eind 18e eeuw waren alle regenten in Tibet leken en kwamen altijd uit de adel. Na die periode zijn alle regenten in Tibet tulku's. Vanaf ca. 1800 is er ook sprake van een zekere vermindering van de omvang van de landgoederen in handel van de adel ten gunste van de omvang van het bezit door Tibetaanse kloosterorganisaties. Het verlies van invloed van de adel als stand ten gunste van de geestelijkheid bereikt zijn hoogtepunt gedurende de laatste periode van de dertiende dalai lama en de periode daarna